# Apterokarpos
Apterokarpos  es un género de plantas con una sola especie, Apterokarpos gardneri, de la familia de las anacardiáceas. 
Está considierado un sinónimo del género Loxopterygium